# BLIND LOVE
「BLIND LOVE」（ブラインド・ラブ）は、PAMELAHの5枚目のシングル。1996年7月31日に発売。

## 概要
シングルでは「SPIRIT」「LOOKING FOR THE TRUTH」「I FEEL DOWN」に次ぐ自身4番目となる8.3万枚のセールスを記録。

## 収録曲
1. BLIND LOVE
作詞：水原由貴　作曲・編曲：小澤正澄
2. Nervous Break Down
作詞：水原由貴　作曲・編曲：小澤正澄
3. BLIND LOVE Original Karaoke